# Hortense Clews
Hortense Clews geboren Daman (Leuven, 12 augustus 1926 — Newcastle-under-Lyme, 18 december 2006) was een Belgische verzetsstrijdster in de Tweede Wereldoorlog.

## Verzet
Haar ouders Jacques en Stephanie Daman baatten een kruidenierswinkel uit in Leuven, vlak bij het kerkhof. Bij het begin van de Tweede Wereldoorlog hielp haar broer François geallieerde soldaten ontsnappen. Hortense smokkelde berichten, wapens en springstof in een verborgen vak van de mand op haar fiets waarmee ze koopwaar uit de winkel bezorgde.

## Concentratiekamp
Op 14 februari 1944 viel de Gestapo binnen en werd het gezin opgepakt.
Haar vader werd naar Breendonk en vervolgens naar Buchenwald gevoerd en Hortense en haar moeder naar Ravensbrück. Door gruwelijke medische experimenten werd onder meer haar been besmet met gangreen, maar Violette Szabo redde haar. 
Bij de bevrijding door de Sovjet-Unie kwamen Hortense en haar moeder onder hoede van het Zweedse Rode Kruis en zag ze haar vader en haar broer terug.

## Huwelijk
In 1946 trouwde ze met de Britse sergeant Sydney Thomas Clews (27/09/1915 - 24/05/1994) die ze leerde kennen toen ze het kamp verliet. Ze kregen een dochter Julia en een zoon Christopher.
Ze ging in North Staffordshire in het Verenigd Koninkrijk wonen, in Park Avenue 3 in Wolstanton bij Newcastle-under-Lyme.

## Biografie
In 1989 verscheen haar biografie, geschreven door Mark Bles, "Child at War: The True Story of a Young Belgian Resistance Fighter".
In 1990 verscheen de Nederlandse vertaling "Een kind in oorlog. Het ware verhaal van Hortense Daman", bij Standaard Uitgeverij.

## Eerbetoon
- Het Oorlogskruis 1940 werd aan Hortense Daman verleend.
- Hortense Daman was ridder in de Leopoldsorde
- Medaille van de Gewapende Weerstand 1940-1945
- In Wolstanton in Newcastle-under-Lyme werd een woonerf "Clews Walk" naar haar genoemd.
- In Leuven is in 2017 een straat naar haar vernoemd, het Hortense Damanhof, een zijstraat van de Bierbeekstraat. Een muurschildering van kunstenaar Gerolf Van de Perre van Hortense Daman op het kruispunt van Bierbeekstraat en Hortense Damanhof werd op 17 oktober 2021 ingehuldigd.[3]
- zondag 4 september 2022 ontving Hortense Daman postuum de titel van ereburger van de stad Leuven.[4]
- In 2024, na een renovatie van het Pauscollege, wordt een nieuw polyvalent seminarielokaal van de KU Leuven vernoemd naar Hortense Daman.[5]